# میهائیل استالنوهین
میهائیل استالنوهین (انگلیسی: Mihhail Stalnuhhin؛ زادهٔ ۱۵ سپتامبر ۱۹۶۱) سیاستمدار و نماینده مجلس اهل استونی است.